# Treizième district congressionnel de Californie
Le 13e district congressionnel de Californie est un district de l'État américain de Californie. Adam Gray, Démocrate, représente cette circonscription depuis janvier 2025.
Le 13e district ne comprend plus la partie nord-ouest du Comté d'Alameda. Les villes de l'ancien 13e district comprenaient Alameda, Albany, Berkeley, Emeryville, Oakland, Piedmont et San Leandro.
Lors du cycle de redécoupage de 2022, le district a été déplacé vers la Vallée de San Joaquin, tandis que l'ancien 13e district a été renuméroté 12e. Le nouveau 13e district comprend tout le Comté de Merced ; la plupart de la population du Comté de Madera ; et certaines parties des comtés de Stanislaus, Fresno et San Joaquin. Il comprend les villes de Merced, Madera, Ceres, Patterson, Lathrop, Chowchilla, Atwater, Coalinga et Mendota ; ainsi que les parties sud de Modesto et Turlock. Le nouveau 13e district est considéré comme un swing district à tendance Démocrate. Malgré cela, Duarte a été élu de justesse pour le représenter en 2022. En conséquence, c'était l'un des 18 districts qui auraient voté pour Joe Biden à l'élection présidentielle de 2020 s'ils avaient existé dans leur configuration actuelle tout en étant remportés ou détenus par un Républicain. en 2022.

## Géographie
| #  | Comté       | Siège    | Population |
| -- | ----------- | -------- | ---------- |
| 19 | Fresno      | Fresno   | 1 017 162  |
| 39 | Madera      | Madera   | 162 858    |
| 47 | Merced      | Merced   | 291 920    |
| 77 | San Joaquin | Stockton | 800 965    |
| 99 | Stanislaus  | Modesto  | 551 430    |

En raison du redécoupage de 2020, le 13e district congressionnel de Californie a été déplacé géographiquement vers la Vallée de San Joaquin. Il englobe le Comté de Merced et certaines parties des comtés de San Joaquin, Stanislaus, Madera et Fresno.
Le Comté de San Joaquin est divisé entre ce district et le 9e district. Ils sont divisés par Union Pacific, Highway 380, S Tracy Blvd, California Aqueduct, S Banta Rd, Highway 5, Paradise Cut, S Manthey Rd, Walthall Slough, E West Ripon Rd, Kincaid Rd, Hutchinson Rd et Stanislaus River. Le 9e district englobe la ville de Lathrop.
Le Comté de Stanislaus est divisé entre ce district et le 5e district. Ils sont divisés par S Golden State Blvd, Highway J14, Union Pacific, Highway 99, N Golden State Blvd, Faith Home Rd, Rohde Rd, Moore Rd, Tuolumne River, Burlington Northern Santa Fe, Lateral No 2 Park, Viola St, Roble. Ave, N Conejo Ave, N Carpenter Rd, Kansas Ave, Morse Rd et Stanislaus River. Le 5e district comprend les moitiés sud des villes de Modesto et Turlock, les villes de Ceres, Patterson et Newman, ainsi que les census-designated places d'Empire, Airport, Rouse, Bystrom, Parklawn, Bret Harte, Riverdale Park, West Modesto, Keyes, Cowan, Monterey Park Tract, Grayson, Westley, Crows Landing et Diablo Grande.
Le Comté de Madera est divisé entre ce district et le 5e district. Ils sont divisés par la route 35, la route 36, la route 38, le réservoir d'égalisation Madera, River Rd, l'avenue 21, la route 23, l'avenue 27, la route 22 1/2 et Berenda Slough. Le 13e district comprend les villes de Chowchilla et Madera et les census-designated places de Fairmead, Madera Acres, Parksdale, Parkwood, La Vina, Bonadelle Ranchos et Madera Ranchos.
Le Comté de Fresno est divisé entre ce district et le 21e district. Ils sont divisés par N Dickenson Ave, Highway 180, S Garfield Ave, W California Ave, S Grantland Ave, W Jensen Ave, S Chateau Fresno Ave, W North Ave, W American Ave, S Westlawn Ave, W Lincoln Ave, Shayes Ave. , W Sumner Ave, S Cornelia Ave, W South Ave, S East Ave, E Mountain View Ave, S Sunnyside Ave, E Clemenceau Ave, S Fowler Ave, E Elkhorn Ave. Le 13e district comprend les villes de Coalinga, Mendota, Kerman, Firebaugh, San Joaquin et Huron, ainsi que les census-designated places de Biola, Raisin City, Caruthers, Laton, Riverdale, Lanare, Tranquillity, Three Rocks, Cantua Creek et Westside.

### Villes et census-designated places de 10 000 personnes ou plus
- Modesto - 218 464
- Merced - 86 333
- Turlock - 72 740
- Madera - 66 224
- Ceres - 49 302
- Los Banos - 45 532
- Atwater - 31 970
- Lahtrop - 28 701
- Patterson - 23 781
- Chowchilla - 19 039
- Coalinga - 17 590
- Kerman - 16 016
- Mendota - 15 595
- Livingston - 14 172
- Newman - 12 351
- Winton - 11 709
- Delhi - 10 656

### Villes de 2500 à 10 000 personnes
- Madera Acres - 9162
- Firebaugh - 8096
- Franklin - 6919
- Huron - 6206
- Gustine - 6110
- West Modesto - 5965
- Dos Palos - 5798
- Keyes - 5672
- Bonadelle Ranchos - 5497
- Hilmar-Irwin - 5164
- Bret Harte - 5135
- McSwain - 4480
- Empire - 4202
- Planada - 4164
- Bystrom - 3957
- San Joaquin - 3701
- Madera Ranchos - 3623
- Riverdale - 3477
- Parksdale - 3234
- Caruthers - 2613

## Historique de vote
| Année | Poste      | Résultats                       |
| ----- | ---------- | ------------------------------- |
| 1992  | Président  | Clinton 54,4 % - 25,6 %         |
| 1992  | Sénateur   | Feinstein (D) 66,1 % - 26,9 %   |
| 1992  | Sénateur   | Boxer 58,0 % - 31,4 %           |
| 1994  | Gouverneur | Brown (en) 51,0 % - 44,7 %      |
| 1994  | Sénateur   | Feinstein 59,3 % - 32,8 %       |
| 1996  | Président  | Clinton 62,3 % - 27,5 %         |
| 1998  | Gouverneur | Davis 68,9 % - 27,7 %           |
| 1998  | Sénateur   | Boxer 63,0 % - 33,5 %           |
| 2000  | Président  | Gore 66,4 % - 29,6 %            |
| 2000  | Sénateur   | Feinstein 66,9 % - 27,3 %       |
| 2002  | Gouverneur | Davis 62,8 % - 26,7 %           |
| 2003  | Rappel,    | Non 63,2 % - 36,8 %             |
| 2003  | Rappel,    | Bustamante (en) 46,8 % - 31,5 % |
| 2004  | Président  | Kerry 70,9 % - 28,0 %           |
| 2004  | Sénateur   | Boxer 72,8 % - 23,2 %           |
| 2006  | Gouverneur | Angelides (en) 52,1 % - 42,4 %  |
| 2006  | Sénateur   | Feinstein 75,0 % - 20,0 %       |
| 2008  | Président  | Barack Obama 74,4 % - 23,8 %    |
| 2010  | Gouverneur | Brown 68,7 % - 27,4 %           |
| 2010  | Sénateur   | Boxer 69,4 % - 25,9 %           |
| 2012  | Gouverneur | Obama 87,5 % - 9,0 %            |
| 2012  | Sénateur   | Feinstein 90,9 % - 9,1 %        |
| 2014  | Gouverneur | Brown 91,2 % - 8,8 %            |
| 2016  | Président  | Clinton 87,4 % - 6,8 %          |
| 2016  | Sénateur   | Harris 80,9 % - 19,1 %          |
| 2018  | Gouverneur | Newsom 90,2 % - 9,8 %           |
| 2018  | Sénateur   | Feinstein 58,9 % - 41,1 %       |
| 2020  | Président  | Biden 88,9 % - 9,0 %            |
| 2021  | Rappel     | Non 90,3 % - 9,6 %              |
| 2022  | Gouverneur | Dahle 54,2 % - 45,8 %           |
| 2022  | Sénateur   | Meuser 51,0 % - 49,0 %          |

## Liste des Représentants du district
| Membre                        | Parti       | Année                             | Congrès     | Histoire électorale | Zone géographique |
| ----------------------------- | ----------- | --------------------------------- | ----------- | --- | --- |
| District créée le 4 mars 1933 |             |                                   |             | | |
| Charles Kramer (en)           | Démocrate   | 4 mars 1933 - 3 janvier 1943      | 73e - 77e   | Élu en 1932. Réélu en 1934. Réélu en 1936. Réélu en 1938. Réélu en 1940. Perds sa réélection. | 1933–1943 |
| Norris Poulson                | Républicain | 3 janvier 1943 - 3 janvier 1945   | 78e         | Élu en 1942. Perds sa réélection. | 1943–1953 |
| Ned R. Healy (en)             | Démocrate   | 3 janvier 1945 - 3 janvier 1947   | 79e         | Élu en 1944. Perds sa réélection. | 1943–1953 |
| Norris Poulson                | Républicain | 3 janvier 1947 - 3 janvier 1953   | 80e - 82e   | Élu en 1946. Réélu en 1948. Réélu en 1950. Redécoupage vers le 24e district. | 1943–1953 |
| Ernest K. Bramblett (en)      | Républicain | 3 janvier 1953 - 3 janvier 1955   | 83e         | Redécoupage depuis le 11e district et réélu en 1952. Retrait. | 1953–1963 Monterey, San Luis Obispo, Santa Barbara, Ventura |
| Charles M. Teague (en)        | Républicain | 3 janvier 1955 - 1er janvier 1974 | 84e - 93e   | Élu en 1954. Réélu en 1956. Réélu en 1958. Réélu en 1960. Réélu en 1962. Réélu en 1964. Réélu en 1966. Réélu en 1968. Réélu en 1970. Réélu en 1972. Décès.                                                                                         | 1953–1963 Monterey, San Luis Obispo, Santa Barbara, Ventura |
| Charles M. Teague (en)        | Républicain | 3 janvier 1955 - 1er janvier 1974 | 84e - 93e   | Élu en 1954. Réélu en 1956. Réélu en 1958. Réélu en 1960. Réélu en 1962. Réélu en 1964. Réélu en 1966. Réélu en 1968. Réélu en 1970. Réélu en 1972. Décès.                                                                                         | 1963–1967 Santa Barbara, Ventura |
| Charles M. Teague (en)        | Républicain | 3 janvier 1955 - 1er janvier 1974 | 84e - 93e   | Élu en 1954. Réélu en 1956. Réélu en 1958. Réélu en 1960. Réélu en 1962. Réélu en 1964. Réélu en 1966. Réélu en 1968. Réélu en 1970. Réélu en 1972. Décès.                                                                                         | 1967–1973 Los Angeles (partie Sud-Ouest), Santa Barbara, Ventura                                                                                               |
| Charles M. Teague (en)        | Républicain | 3 janvier 1955 - 1er janvier 1974 | 84e - 93e   | Élu en 1954. Réélu en 1956. Réélu en 1958. Réélu en 1960. Réélu en 1962. Réélu en 1964. Réélu en 1966. Réélu en 1968. Réélu en 1970. Réélu en 1972. Décès.                                                                                         | 1973–1975 Majorité de Santa Barbara, Ventura |
| Vacant                        | Vacant      | 1er janvier 1974 - 5 mars 1974    | 93e         | | |
| Robert J. Lagomarsino (en)    | Républicain | 5 mars 1974 - 3 janvier 1975      | 93e         | Élu pour terminer le mandat de Teague. Redécoupage vers le 19e district. | |
| Norman Mineta                 | Démocrate   | 3 janvier 1975 - 3 janvier 1993   | 94e - 102e  | Élu en 1974. Réélu en 1976. Réélu en 1978. Réélu en 1980. Réélu en 1982. Réélu en 1984. Réélu en 1986. Réélu en 1988. Réélu en 1990. Redécoupage vers le 15e district.                                                                             | 1975–1983 Santa Barbara |
| Norman Mineta                 | Démocrate   | 3 janvier 1975 - 3 janvier 1993   | 94e - 102e  | Élu en 1974. Réélu en 1976. Réélu en 1978. Réélu en 1980. Réélu en 1982. Réélu en 1984. Réélu en 1986. Réélu en 1988. Réélu en 1990. Redécoupage vers le 15e district.                                                                             | 1983–1993 Santa Clara (partie Ouest de San José) |
| Peter Stark (en)              | Démocrate   | 3 janvier 1993 - 3 janvier 2013   | 103e - 112e | Redécoupage depuis le 9e district et réélu en 1992. Réélu en 1994. Réélu en 1996. Réélu en 1998. Réélu en 2000. Réélu en 2002. Réélu en 2004. Réélu en 2006. Réélu en 2008. Réélu en 2010. Redécoupage vers le 15e district et perd sa réélection. | 1993–2003 Alameda (partie Ouest), petite partie du Nord de Santa Clara                                                                                         |
| Peter Stark (en)              | Démocrate   | 3 janvier 1993 - 3 janvier 2013   | 103e - 112e | Redécoupage depuis le 9e district et réélu en 1992. Réélu en 1994. Réélu en 1996. Réélu en 1998. Réélu en 2000. Réélu en 2002. Réélu en 2004. Réélu en 2006. Réélu en 2008. Réélu en 2010. Redécoupage vers le 15e district et perd sa réélection. | 2003–2013 Alameda (partie Sud-Ouest) |
| Barbara Lee                   | Démocrate   | 3 janvier 2013 - 3 janvier 2023   | 113e - 117e | Redécoupage vers le 9e district et réélue en 2012. Réélue en 2014. Réélue en 2016. Réélue en 2018. Réélue en 2020. Redécoupage vers le 12e district.                                                                                               | 2013–Présent Alameda (partie Nord) |
| John Duarte                   | Républicain | 3 janvier 2023 - 3 janvier 2025   | 118e        | Élu en 2022. Perd sa réélection. | 2023–present Vallée de San Joaquin, tout le comté de Merced, la majorité du comté de Madera, certaines parties des comtés de Stanislaus, Fresno et San Joaquin |
| Adam Gray                     | Démocrate   | 3 janvier 2025 - en cours         | 119e        | Élu en 2024. | 2023–present Vallée de San Joaquin, tout le comté de Merced, la majorité du comté de Madera, certaines parties des comtés de Stanislaus, Fresno et San Joaquin |

## Résultats des récentes élections
Voici les résultats des dix précédents cycles électoraux dans le district.

### 2004
| Élection de 2004 du 13e district congressionnel de Californie | Élection de 2004 du 13e district congressionnel de Californie | Élection de 2004 du 13e district congressionnel de Californie | Élection de 2004 du 13e district congressionnel de Californie | Élection de 2004 du 13e district congressionnel de Californie |
| ------------------------------------------------------------- | ------------------------------------------------------------- | ------------------------------------------------------------- | ------------------------------------------------------------- | ------------------------------------------------------------- |
| Parti                                                         | Parti                                                         | Candidat                                                      | Votes                                                         | %                                                             |
|                                                               | Démocrate                                                     | Peter Stark (en) (sortant)                                    | 144 605                                                       | 71,7                                                          |
|                                                               | Républicain                                                   | George I. Bruno                                               | 48 439                                                        | 28,2                                                          |
|                                                               | Libertarien                                                   | Mark R. Stroberg                                              | 8877                                                          | 4,3                                                           |
| Total des votes                                               | Total des votes                                               | Total des votes                                               | 201 921                                                       | 100%                                                          |
|                                                               | Les Démocrates conservent                                     |                                                               |                                                               |                                                               |

### 2006
| Élection de 2006 du 13e district congressionnel de Californie | Élection de 2006 du 13e district congressionnel de Californie | Élection de 2006 du 13e district congressionnel de Californie | Élection de 2006 du 13e district congressionnel de Californie | Élection de 2006 du 13e district congressionnel de Californie |
| ------------------------------------------------------------- | ------------------------------------------------------------- | ------------------------------------------------------------- | ------------------------------------------------------------- | ------------------------------------------------------------- |
| Parti                                                         | Parti                                                         | Candidat                                                      | Votes                                                         | %                                                             |
|                                                               | Démocrate                                                     | Peter Stark (en) (sortant)                                    | 144 409                                                       | 74,9                                                          |
|                                                               | Républicain                                                   | George I. Bruno                                               | 27 141                                                        | 25,1                                                          |
| Total des votes                                               | Total des votes                                               | Total des votes                                               | 171 500                                                       | 100%                                                          |
|                                                               | Les Démocrates conservent                                     |                                                               |                                                               |                                                               |

### 2008
| Élection de 2008 du 13e district congressionnel de Californie | Élection de 2008 du 13e district congressionnel de Californie | Élection de 2008 du 13e district congressionnel de Californie | Élection de 2008 du 13e district congressionnel de Californie | Élection de 2008 du 13e district congressionnel de Californie |
| ------------------------------------------------------------- | ------------------------------------------------------------- | ------------------------------------------------------------- | ------------------------------------------------------------- | ------------------------------------------------------------- |
| Parti                                                         | Parti                                                         | Candidat                                                      | Votes                                                         | %                                                             |
|                                                               | Démocrate                                                     | Peter Stark (en) (sortant)                                    | 166 829                                                       | 76,5                                                          |
|                                                               | Républicain                                                   | Raymond Chui                                                  | 51 447                                                        | 23,5                                                          |
| Total des votes                                               | Total des votes                                               | Total des votes                                               | 218 276                                                       | 100%                                                          |
|                                                               | Les Démocrates conservent                                     |                                                               |                                                               |                                                               |

### 2010
| Élection de 2010 du 13e district congressionnel de Californie | Élection de 2010 du 13e district congressionnel de Californie | Élection de 2010 du 13e district congressionnel de Californie | Élection de 2010 du 13e district congressionnel de Californie | Élection de 2010 du 13e district congressionnel de Californie |
| ------------------------------------------------------------- | ------------------------------------------------------------- | ------------------------------------------------------------- | ------------------------------------------------------------- | ------------------------------------------------------------- |
| Parti                                                         | Parti                                                         | Candidat                                                      | Votes                                                         | %                                                             |
|                                                               | Démocrate                                                     | Peter Stark (en) (sortant)                                    | 118 278                                                       | 72,19                                                         |
|                                                               | Républicain                                                   | Forest Baker                                                  | 45 545                                                        | 27.81%                                                        |
| Total des votes                                               | Total des votes                                               | Total des votes                                               | 163 823                                                       | 100%                                                          |
|                                                               | Les Démocrates conservent                                     |                                                               |                                                               |                                                               |

### 2012
| Élection de 2012 du 13e district congressionnel de Californie | Élection de 2012 du 13e district congressionnel de Californie | Élection de 2012 du 13e district congressionnel de Californie | Élection de 2012 du 13e district congressionnel de Californie | Élection de 2012 du 13e district congressionnel de Californie |
| ------------------------------------------------------------- | ------------------------------------------------------------- | ------------------------------------------------------------- | ------------------------------------------------------------- | ------------------------------------------------------------- |
| Parti                                                         | Parti                                                         | Candidat                                                      | Votes                                                         | %                                                             |
|                                                               | Démocrate                                                     | Barbara Lee (sortante)                                        | 250 436                                                       | 87,0                                                          |
|                                                               | Indépendant                                                   | Marilyn M. Singleton                                          | 38 146                                                        | 13,0                                                          |
| Total des votes                                               | Total des votes                                               | Total des votes                                               | 288 582                                                       | 100%                                                          |
|                                                               | Les Démocrates conservent                                     |                                                               |                                                               |                                                               |

### 2014
| Élection de 2014 du 13e district congressionnel de Californie | Élection de 2014 du 13e district congressionnel de Californie | Élection de 2014 du 13e district congressionnel de Californie | Élection de 2014 du 13e district congressionnel de Californie | Élection de 2014 du 13e district congressionnel de Californie |
| ------------------------------------------------------------- | ------------------------------------------------------------- | ------------------------------------------------------------- | ------------------------------------------------------------- | ------------------------------------------------------------- |
| Parti                                                         | Parti                                                         | Candidat                                                      | Votes                                                         | %                                                             |
|                                                               | Démocrate                                                     | Barbara Lee (sortante)                                        | 168 491                                                       | 89,0                                                          |
|                                                               | Républicain                                                   | Dakin Sundeen                                                 | 21 940                                                        | 11,0                                                          |
| Total des votes                                               | Total des votes                                               | Total des votes                                               | 190 431                                                       | 100%                                                          |
|                                                               | Les Démocrates conservent                                     |                                                               |                                                               |                                                               |

### 2016
| Élection de 2016 du 13e district congressionnel de Californie | Élection de 2016 du 13e district congressionnel de Californie | Élection de 2016 du 13e district congressionnel de Californie | Élection de 2016 du 13e district congressionnel de Californie | Élection de 2016 du 13e district congressionnel de Californie |
| ------------------------------------------------------------- | ------------------------------------------------------------- | ------------------------------------------------------------- | ------------------------------------------------------------- | ------------------------------------------------------------- |
| Parti                                                         | Parti                                                         | Candidat                                                      | Votes                                                         | %                                                             |
|                                                               | Démocrate                                                     | Barbara Lee (sortante)                                        | 293 117                                                       | 91,0                                                          |
|                                                               | Républicain                                                   | Sue Caro                                                      | 29 754                                                        | 9,0                                                           |
| Total des votes                                               | Total des votes                                               | Total des votes                                               | 322 871                                                       | 100%                                                          |
|                                                               | Les Démocrates conservent                                     |                                                               |                                                               |                                                               |

### 2018
| Élection de 2018 du 13e district congressionnel de Californie | Élection de 2018 du 13e district congressionnel de Californie | Élection de 2018 du 13e district congressionnel de Californie | Élection de 2018 du 13e district congressionnel de Californie | Élection de 2018 du 13e district congressionnel de Californie |
| ------------------------------------------------------------- | ------------------------------------------------------------- | ------------------------------------------------------------- | ------------------------------------------------------------- | ------------------------------------------------------------- |
| Parti                                                         | Parti                                                         | Candidat                                                      | Votes                                                         | %                                                             |
|                                                               | Démocrate                                                     | Barbara Lee (sortante)                                        | 260 580                                                       | 88,0                                                          |
|                                                               | Vert                                                          | Laura Wells (en)                                              | 21 940                                                        | 11,0                                                          |
| Total des votes                                               | Total des votes                                               | Total des votes                                               | 190 431                                                       | 100%                                                          |
|                                                               | Les Démocrates conservent                                     |                                                               |                                                               |                                                               |

### 2020
| Élection de 2020 du 13e district congressionnel de Californie | Élection de 2020 du 13e district congressionnel de Californie | Élection de 2020 du 13e district congressionnel de Californie | Élection de 2020 du 13e district congressionnel de Californie | Élection de 2020 du 13e district congressionnel de Californie |
| ------------------------------------------------------------- | ------------------------------------------------------------- | ------------------------------------------------------------- | ------------------------------------------------------------- | ------------------------------------------------------------- |
| Parti                                                         | Parti                                                         | Candidat                                                      | Votes                                                         | %                                                             |
|                                                               | Démocrate                                                     | Barbara Lee (sortante)                                        | 327 863                                                       | 90,4                                                          |
|                                                               | Républicain                                                   | Nikka Piterman                                                | 34 955                                                        | 9,6                                                           |
| Total des votes                                               | Total des votes                                               | Total des votes                                               | 362 818                                                       | 100%                                                          |
|                                                               | Les Démocrates conservent                                     |                                                               |                                                               |                                                               |

### 2022
La Californie a tenu sa Primaire Jungle le 7 juin 2022, selon ce système de Primaire, tous les candidats sont sur le même bulletin de vote, et les deux arrivés en tête s'affronteront le jour de l'Élection Générale, à savoir le 8 novembre 2022.
| Primaire Jungle 2022 du 13e district congressionnel de Californie | Primaire Jungle 2022 du 13e district congressionnel de Californie | Primaire Jungle 2022 du 13e district congressionnel de Californie | Primaire Jungle 2022 du 13e district congressionnel de Californie | Primaire Jungle 2022 du 13e district congressionnel de Californie |
| ----------------------------------------------------------------- | ----------------------------------------------------------------- | ----------------------------------------------------------------- | ----------------------------------------------------------------- | ----------------------------------------------------------------- |
| Parti                                                             | Parti                                                             | Candidat                                                          | Votes                                                             | %                                                                 |
|                                                                   | Républicain                                                       | John Duarte                                                       | 26 163                                                            | 32,1                                                              |
|                                                                   | Démocrate                                                         | Adam Gray                                                         | 23 784                                                            | 32,3                                                              |
|                                                                   | Démocrate                                                         | Phil Arballo                                                      | 13 099                                                            | 17,1                                                              |
|                                                                   | Républicain                                                       | David Giglio                                                      | 11 320                                                            | 14,8                                                              |
|                                                                   | Républicain                                                       | Diego Martinez                                                    | 2026                                                              | 2,7                                                               |

| Élection de 2022 du 13e district congressionnel de Californie | Élection de 2022 du 13e district congressionnel de Californie | Élection de 2022 du 13e district congressionnel de Californie | Élection de 2022 du 13e district congressionnel de Californie | Élection de 2022 du 13e district congressionnel de Californie |
| ------------------------------------------------------------- | ------------------------------------------------------------- | ------------------------------------------------------------- | ------------------------------------------------------------- | ------------------------------------------------------------- |
| Parti                                                         | Parti                                                         | Candidat                                                      | Votes                                                         | %                                                             |
|                                                               | Républicain                                                   | John Duarte                                                   | 67 060                                                        | 50,2                                                          |
|                                                               | Démocrate                                                     | Adam Gray                                                     | 66 496                                                        | 49,8                                                          |
| Total des votes                                               | Total des votes                                               | Total des votes                                               | 133 556                                                       | 100%                                                          |
|                                                               | Les Républicains conservent                                   |                                                               |                                                               |                                                               |

### 2024
La Californie a tenu sa Primaire Jungle le 5 mars 2024, selon ce système de Primaire, tous les candidats sont sur le même bulletin de vote, et les deux arrivés en tête s'affronteront le jour de l'Élection Générale, à savoir le 5 novembre 2024.
| Primaire Jungle 2024 du 13e district congressionnel de Californie | Primaire Jungle 2024 du 13e district congressionnel de Californie | Primaire Jungle 2024 du 13e district congressionnel de Californie | Primaire Jungle 2024 du 13e district congressionnel de Californie | Primaire Jungle 2024 du 13e district congressionnel de Californie |
| ----------------------------------------------------------------- | ----------------------------------------------------------------- | ----------------------------------------------------------------- | ----------------------------------------------------------------- | ----------------------------------------------------------------- |
| Parti                                                             | Parti                                                             | Candidat                                                          | Votes                                                             | %                                                                 |
|                                                                   | Républicain                                                       | John Duarte (sortant)                                             | 47 219                                                            | 54,9                                                              |
|                                                                   | Démocrate                                                         | Adam Gray                                                         | 38 754                                                            | 45,1                                                              |

| Élection de 2024 du 13e district congressionnel de Californie | Élection de 2024 du 13e district congressionnel de Californie | Élection de 2024 du 13e district congressionnel de Californie | Élection de 2024 du 13e district congressionnel de Californie | Élection de 2024 du 13e district congressionnel de Californie |
| ------------------------------------------------------------- | ------------------------------------------------------------- | ------------------------------------------------------------- | ------------------------------------------------------------- | ------------------------------------------------------------- |
| Parti                                                         | Parti                                                         | Candidat                                                      | Votes                                                         | %                                                             |
|                                                               | Démocrate                                                     | Adam Gray                                                     | 105 554                                                       | 50,0                                                          |
|                                                               | Républicain                                                   | John Duarte (sortant)                                         | 105 367                                                       | 50,0                                                          |
| Total des votes                                               | Total des votes                                               | Total des votes                                               | 210 921                                                       | 100%                                                          |
|                                                               | Les Démocrates prennent aux Républicains                      |                                                               |                                                               |                                                               |